# Isla Nansen (Tierra de Francisco José)
La isla Nansen (del ruso: Остров Нансена, Ostrov Nansena) es una pequeña isla de Rusia del archipiélago de la Tierra de Francisco José, localizada en el océano Glacial Ártico. Es una isla cubierta por el hielo, su superficie es de 164 km² y su punto más alto tiene 372 m.
La isla Nansen está situada en el centro de un archipiélago o grupo de islas de tamaño similar, separadas entre sí por estrechos. El canal al sudoeste del subgrupo es el Proliv Allen-Yung;  el del sudeste, el Proliv Sidorova; el canal al noreste es el Proliv Markama, y, el del oeste, el canal Proliv Britanskiy.
Los principales cabos de la isla son: al norte el Mys Artura; el cabo del sudoeste, el Mys Ushakova, nombrado así en honor al explorador ártico ruso Georgy Ushakov; y el punto más meridional es el cabo Georgy, o Mys Teylora.
La isla fue descubierta y cartografiada aproximadamente por la Expedición Jackson Harmsworth en 1896. Frederick Jackson la nombró en honor a Fridtjof Nansen, quien cruzó el archipiélago de norte a sur con su compañero Hjalmar Johansen en 1895-1896, después de su fallido intento de alcanzar el polo norte. En 1899, la isla de Nansen y sus alrededores fueron explorados más de cerca por la expedición de Walter Wellmans.
- Datos: Q2666452